# Vallvidrera
Vallvidrera è un quartiere del distretto Sarrià-Sant Gervasi di Barcellona.
Si trova sulle pendici delle colline di Collserola ed è considerato il polmone di Barcellona per le fitte foreste. Questo ricco quartiere gode di una eccellente vista della città tanto che, da alcuni punti specifici e in una giornata limpida, è possibile vedere Maiorca e i Pirenei. Pur essendo un luogo residenziale, il quartiere racchiude luoghi interessanti come la Torre de Collserola (una torre di comunicazione progettata dall'architetto Norman Foster), il parco dei divertimenti del Tibidabo e il Sagrat Cor.
In passato Vallvidrera era una località in cui i ricchi di Barcellona avevano le loro case estive per via del clima fresco. Oggi invece vi vivono e hanno i loro ritiri estivi in altri luoghi come la Costa Brava (per le vacanze estive) o Puigcerdà (per le vacanze invernali).
Vallvidrera è raggiungibile con la funicolare di Vallvidrera, che collega alla sua stazione inferiore con la ferrovia suburbana Metro del Vallès con frequenti servizi per il centro città. Il quartiere è servito anche dal minibus linea 111, che collega alla stazione superiore della funicolare Vallvidrera e alla sommità della collina del Tibidabo.